# Буянська Олена Олегівна
Оле́на Оле́гівна Буя́нська  (Альона) — українська шашкістка.
Навчалася в Донецькій ЗОШ № 120.

## Спортивні досягнення
- багаторазова чемпіонка України,
- 2013 — чемпіонка світу з шашок-100, Орша,
- 2013 — срібна призерка чемпіонату Європи з шашок-100, Бєлава, Польща.